# ダグラス郡 (ネブラスカ州)
ダグラス郡（英: Douglas County）は、アメリカ合衆国ネブラスカ州にある郡である。人口は58万4526人（2020年）。郡庁所在地はオマハである。

## 地理
アメリカ合衆国統計局によると、この郡は総面積880 km2 (340 mi2) である。このうち857 km2 (331 mi2) が陸地で22 km2 (9 mi2) が水地域である。総面積の2.54%が水地域となっている。

### 隣接する郡
- ドッジ郡（北西）
- ワシントン郡（北）
- アイオワ州ポタワタミー郡（東）
- サーピィ郡（南）
- ソーンダース郡（西）

## 人口動勢
| ダグラス郡 10年ごとの人口 |
| --- |
| 1860年 - 4,328人 1870年 - 19,982人 1880年 - 37,645人 1890年 - 158,008人 1900年 - 140,590人 1910年 - 168,546人 1920年 - 204,524人 1930年 - 232,982人 1940年 - 247,562人 1950年 - 281,020人 1960年 - 343,490人 1970年 - 389,455人 1980年 - 397,038人 1990年 - 416,444人 2000年 - 463,585人 2010年 - 517,110人 2020年 - 584,526人 |

2000年国勢調査に基づくダグラス郡の人口ピラミッド

2000年国勢調査で、この郡は人口463,585人、182,194世帯、及び115,146家族が暮らしている。人口密度は541/km2 (1,401/mi2) である。225/km2 (582/mi2) の平均的な密度に192,672軒の住居が建っている。この郡の人種的構成は白人80.96%、アフリカン・アメリカン11.50%、先住民0.61%、アジア1.71%、太平洋諸島系0.05%、その他の人種3.40%、及び混血1.76%である。人口の6.67%がヒスパニックまたはラテン系である。
この郡内の住民は26.60%が18歳未満の未成年、18歳以上24歳以下が10.30%、25歳以上44歳以下が31.20%、45歳以上64歳以下が21.00%、及び65歳以上が11.00%にわたっている。中央値年齢は34歳である。女性100人ごとに対して男性は95.70人である。18歳以上の女性100人ごとに対して男性は92.90人である。
この郡の世帯ごとの平均的な収入は43,209米ドルであり、家族ごとの平均的な収入は54,651米ドルである。男性は36,577米ドルに対して女性は27,265米ドルの平均的な収入がある。この郡の一人当たりの収入 (per capita income) は22,879米ドルである。人口の9.80%及び家族の6.70%は貧困線以下である。全人口のうち18歳未満の13.00%及び65歳以上の7.20%は貧困線以下の生活を送っている。

## 都市及び村
- オマハ（郡庁所在地）
- Bennington
- Boys Town
- Ralston
- Valley
- Waterloo